# 1989 en informatique
1988  en informatique - 1989 - 1990  en informatique
Cet article présente les principaux évènements de 1989 dans le domaine informatique.

## Événements
- Sortie du microprocesseur Intel 80486
- Le nombre de domaines d'Internet passe le cap des 100 000
- Tim Berners-Lee conçoit le World Wide Web.
  - Naissance du protocole HTTP et du langage HTML
- Création de Tivoli Systems - voir Tivoli (IBM)
- Sortie du système d'exploitation NeXTSTEP par la société NeXT.
- FM Towns, une variante de PC d'origine japonaise construite par Fujitsu de février 1989 à l'été 1997